# Kurhessenbahn

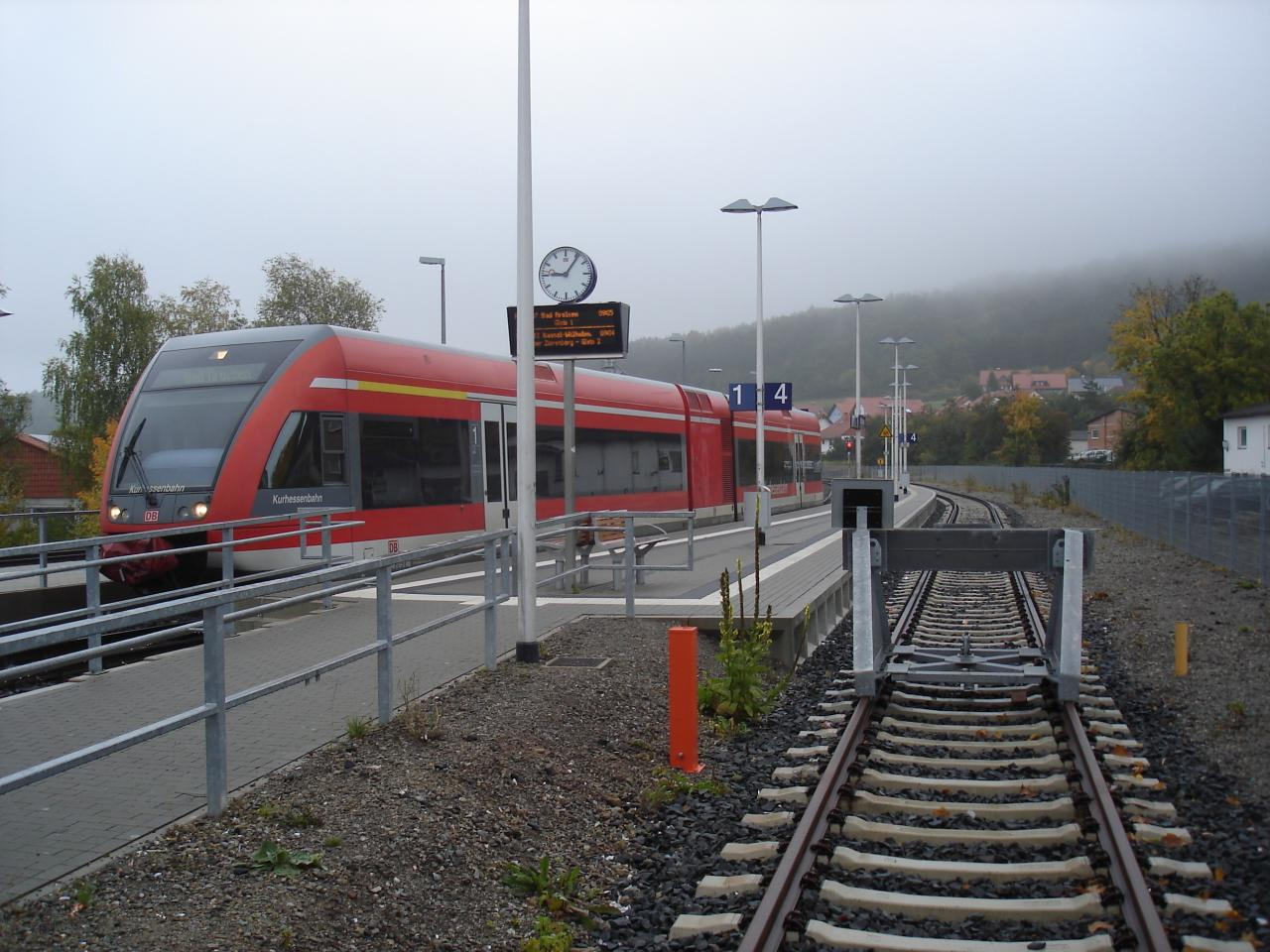
Bahnhof Wolfhagen der Kurhessenbahn

Die Kurhessenbahn (kurz KHB) ist das erste von sechs RegioNetzen, die im Rahmen ihrer Mittelstandsoffensive von der Deutschen Bahn AG geschaffen worden sind. Sie bildet eine Einheit, die formal in die Gesellschaften DB RegioNetz Verkehrs GmbH und DB RegioNetz Infrastruktur GmbH aufgespalten ist, um der gesetzlichen Vorgabe nach Trennung von Netz und Betrieb gerecht zu werden. Die Kurhessenbahn ist ansässig in Kassel.
Ziel ist es, durch eine Änderung der Organisationsstruktur und ortsnahe Aktivitäten schwach ausgelastete Strecken auf Dauer zu erhalten.

## Geschäftszahlen
Die Kurhessenbahn betreibt auf einem 308 Kilometer langen Netz, wovon 245 Kilometer zur eigenen Infrastruktur gehören, fünf Linien und bedient 55 Stationen. Mit 30 Dieseltriebwagen werden jährlich 2,9 Millionen Zugkilometer (140 Züge täglich) zurückgelegt und 7.500 Fahrgäste täglich befördert. Diese Leistung wird von 321 Mitarbeitern erbracht.

## Geschichte
Das Unternehmen wurde zum 7. Dezember 2000 als erstes Regionalnetz auf den Weg gebracht und Anfang September 2002 als DB RegioNetz Verkehrs GmbH / Infrastruktur GmbH Kurhessenbahn gegründet. Die Kurhessenbahn hat ab 1. Januar 2002 für die Dauer von zwanzig Jahren mehrere Nebenstrecken in Hessen und Nordrhein-Westfalen von der DB Netz AG gepachtet. Gleichzeitig wurde ein langjähriger Verkehrsvertrag mit den verantwortlichen Aufgabenträgern geschlossen. Er beinhaltete den Betrieb der Nahverkehrslinien Brilon Wald – Korbach, Kassel – Korbach, Marburg – Frankenberg und Marburg – Erndtebrück. Eine Besonderheit dabei war die Linie Wabern – Bad Wildungen, die zwischen 1998 und 2008 von der Hessischen Landesbahn betrieben wurde und somit den Synergieeffekten zwischen Netz und Betrieb nicht erfüllen konnte, der von den Verantwortlichen hervorgehoben wurde.
Nur vier Monate nach der Gründung der Kurhessenbahn wurde der 1,5 km lange Abschnitt der Scheldetalbahn von Breidenbach bis zum Haltepunkt Wiesenbach im Zuge von MORA C stillgelegt, vorher wurde hier Buderus Guss in Breidenbach über die Obere Lahntalbahn bedient.
Im Jahre 2003 erwarb die Kurhessenbahn eine vierteilige Garnitur der Baureihe 624 als Reserve für ihre Planfahrzeuge, die sie zunächst in Korbach hinterstellte. Der Zug kam jedoch entgegen der ersten Planungen bei der Kurhessenbahn nicht mehr zum Einsatz.
Ende 2003 konnte der Streckenabschnitt Willingen – Korbach wieder in Betrieb genommen werden, der über vier Jahre wegen baufälliger Viadukte gesperrt war. Gleichzeitig wurde die Strecke umfassend saniert und die Streckenhöchstgeschwindigkeit erhöht, womit die Fahrzeit zwischen Korbach und Brilon Wald um 13 Minuten reduziert werden konnte. 2006 wurde die Strecke Kassel – Korbach über mehrere Monate gesperrt und für den Betrieb der RegioTram saniert und ausgebaut. Ab Dezember 2006 wurde die Regionalbahn im Abschnitt Kassel – Wolfhagen durch die RegioTram-Linie RT4 mit Zweikrafttriebwagen abgelöst, womit ein zweites fremdes Verkehrsunternehmen Nahverkehrsleistungen auf dem Netz der Kurhessenbahn betreibt. Die Kurhessenbahn betreibt seitdem nur noch die RB 4 zwischen Kassel und Korbach.
Parallel dazu begannen ab 2005 im Abschnitt Frankenberg – Herzhausen Freischneidearbeiten zur Reaktivierung des Streckenabschnittes. Unter finanzieller Beteiligung des Landkreises Waldeck-Frankenberg wurde ab 2005 an Sonn- und Feiertagen ein Ausflugsverkehr im Abschnitt Herzhausen – Frankenberg – Battenberg im Zweistundentakt eingeführt. Dieser Verkehr sollte eine Vorstufe zum geplanten Lückenschluss zwischen Korbach und Frankenberg darstellen. Ein Gutachten hatte allerdings im Jahr 2007 ergeben, dass der Lückenschluss in damals geplanter Form volkswirtschaftlich nicht sinnvoll ist. Der Nordhessische Verkehrsverbund (NVV) nahm daraufhin von seinem Rücktrittsrecht im Realisierungsvertrag Gebrauch und der Landkreis Waldeck-Frankenberg strich seine finanzielle Beteiligung an dem Ausflugsverkehr, worauf dieser eingestellt wurde. Die Planungen sahen zu jener Zeit Investitionen in Höhe von 43 Millionen Euro für den Lückenschluss und der Beschleunigung der Strecke Cölbe – Korbach vor. Anschließend wurde eine abgespeckte Variante erarbeitet, die statt eines Stunden- nur noch einen Zweistundentakt sowie keine Beschleunigungsmaßnahmen mehr vorsieht. Für diese Variante konnte ein volkswirtschaftlicher Nutzen ermittelt werden.
Im Jahr 2007 wurde wegen des Orkans Kyrill an dem rund drei Kilometer langen Reststück der Scheldetalbahn, welches auch ins Netz der Kurhessenbahn überging, eine Holzverladestelle eingerichtet. Anfangs wurde von hier täglich Holz abgefahren, vor allem zu Sägewerken in Süddeutschland und Österreich. In den 2010er-Jahren wurde der Holzzugverkehr hier immer weniger. Während der Verkehr anfangs nur durch die beiden Diesellokomotiven der Baureihe 218 der Kurhessenbahn durchgeführt wurde, zog sich diese aus dem Geschäft zurück und stellte die beiden Lokomotiven im Jahr 2010 beziehungsweise 2019 ab. Dieser Streckenabschnitt sollte ursprünglich für einen Ausflugsverkehr zum nahegelegenen Perfstausee genutzt werden, dieser kam jedoch nie zustande.
In einem Ausschreibungsverfahren des Nordhessischen Verkehrsverbund (NVV) konnte sich die Kurhessenbahn den Betrieb der Linie (Kassel –) Wabern – Bad Wildungen (17 Kilometer) sichern. Die Linie wurde mit dem Fahrplanwechsel 2008/2009 im Dezember 2008 von der Hessischen Landesbahn übernommen, die die Linie zuvor zehn Jahre lang betrieben hat.
Im Jahr 2010 begannen die Arbeiten zur Sanierung des Abschnittes Marburg – Frankenberg. Dabei wurden die Halte und die Streckeninfrastruktur modernisiert sowie die Signalisierung auf ein ESTW umgestellt.

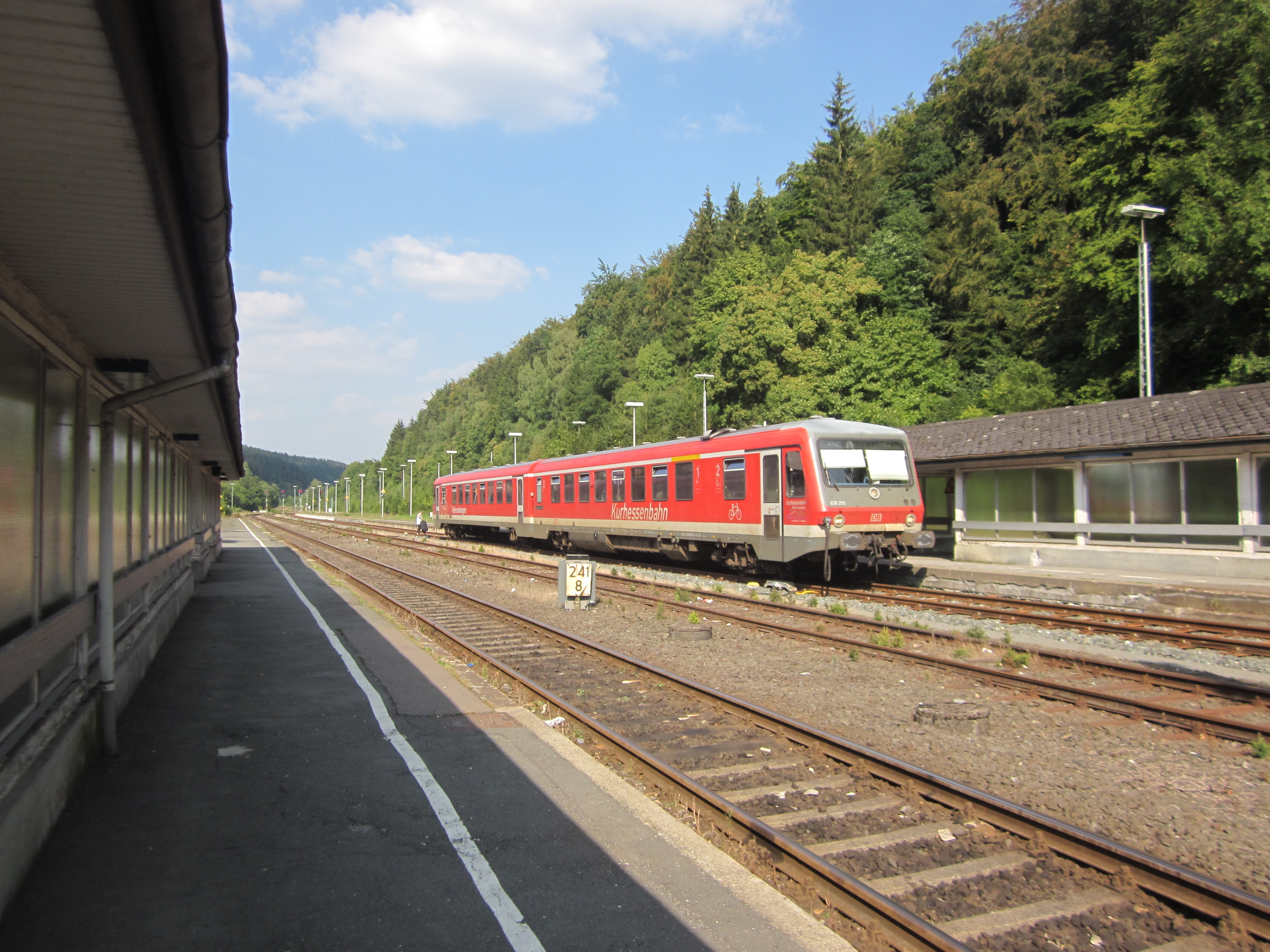
628.2 der Kurhessenbahn auf dem Weg von Bestwig nach Marburg in Brilon Wald

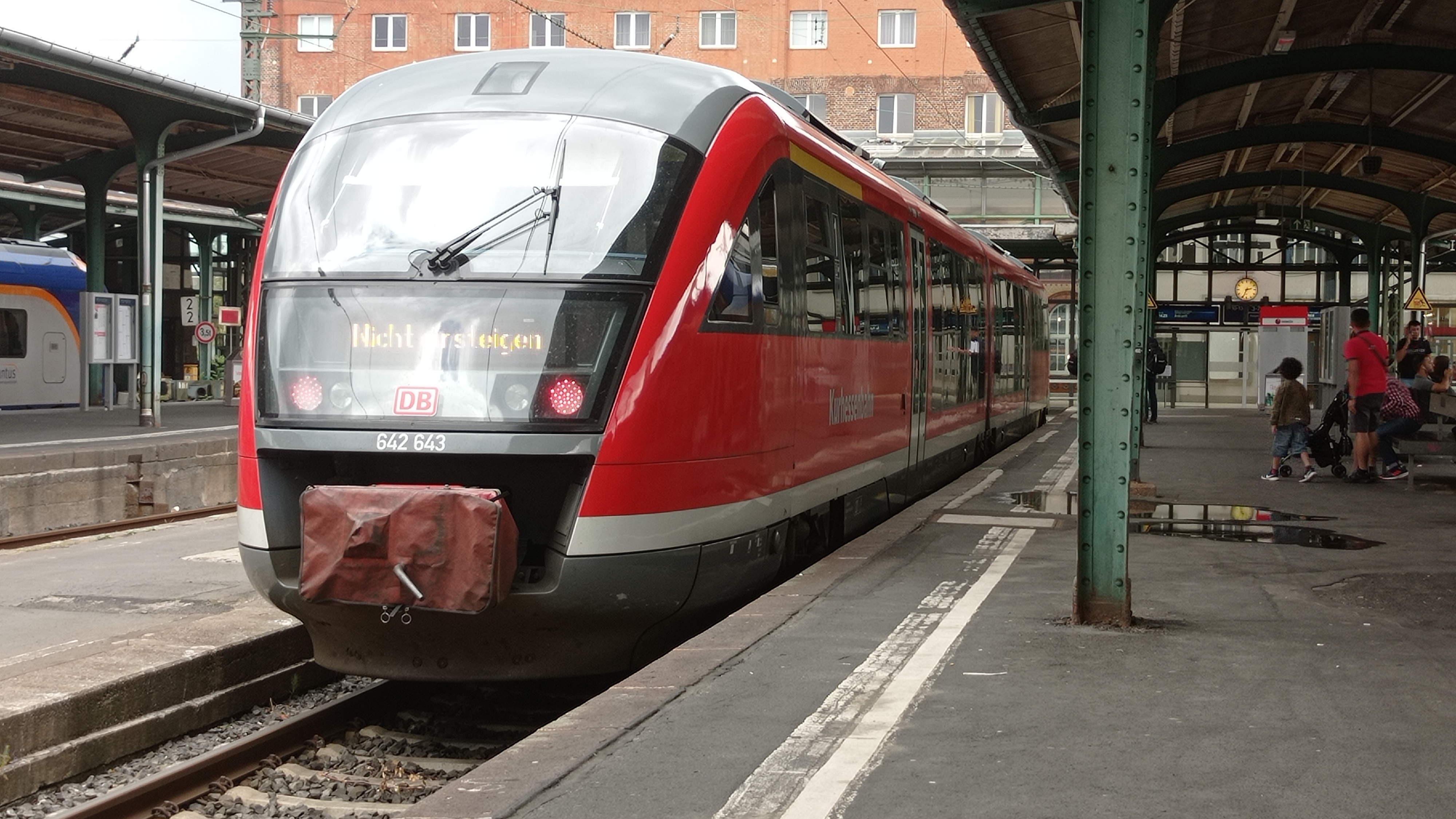
Ein Siemens Desiro Classic steht als RB39 in Kassel Hauptbahnhof, kommend aus Bad Wildungen

Nach jahrelangen politischen Debatten wurde im September 2012 endgültig beschlossen, die Gesamtstrecke Frankenberg (Eder) – Korbach ab Dezember 2014 wieder durch den Personenverkehr bedient wird. Durch Verzögerungen bei der Herrichtung der Infrastruktur verschob sich dieser Termin allerdings auf September 2015. Die Wiedereröffnung wurde am 14. September 2015 durch ein Streckenfest mit historischen und modernen Fahrzeugen offiziell gefeiert. Heute wird ein Verkehr weitgehend im Stundentakt – mit einigen Taktlücken – angeboten. Darüber hinaus werden wieder durchgehende Verbindungen von Brilon (Stadt) bis Marburg angeboten.
Mit dem Fahrplanwechsel 2015/16 im Dezember 2015 wurde ein neues Fahrplankonzept auf der Main-Weser-Bahn im Abschnitt Kassel – Treysa eingeführt, womit die meisten Fahrten der Linie Wabern – Bad Wildungen nach Kassel verlängert wurden und während der Hauptverkehrszeit zusätzliche Fahrten nach Treysa bei der Kurhessenbahn bestellt wurden.
Im März 2016 konnte die Kurhessenbahn die Ausschreibung des Dieselnetz Nordwesthessen für sich entscheiden und betreibt somit ihr bisheriges Liniennetz ab Dezember 2017 für weitere 15 Jahre. Dabei wird vollständig auf gebrauchte Niederflurtriebzüge vom Typ Siemens Desiro (Anzahl: 27) umgestellt. Im Zuge des neuen Verkehrsvertrages ist die Fahrzeuginstandhaltung nach Korbach verlegt worden. Am 29. September 2017 wurde der Grundstein der neuen Werkstatt gelegt, die im Dezember 2018 in Betrieb ging.
Die Desiro-Triebwagen erhielten eine vergrößerte 1. Klasse, Informationsdisplays, Steckdosen, Videoüberwachung, eine LED-Beleuchtung, Außenlautsprecher, eine neue Lackierung und Schiebetritte. Die Leistung der Fahrzeuge wurde auf je 315 kW gesteigert. Da die Modernisierung an den 14 Fahrzeugen der Baureihe 642 nicht pünktlich durch das Ausbesserungswerk Kassel abgeschlossen werden konnte, setzt die Kurhessenbahn Fahrzeuge anderer Schwesterunternehmen ein. Die Fahrzeuge der WestFrankenBahn, der Erzgebirgsbahn und der Usedomer Bäderbahn weisen eine Klimatisierung und einen Niederflureinstieg auf. Fahrzeuge der Baureihe 628 kommen seit 2018 nicht mehr zum Einsatz; bis auf 6 Triebwagen wurden alle ausgemustert. Zum Fahrplanwechsel im Dezember 2018 wurden die Fahrzeuge der Baureihe 646 weitgehend durch weitere modernisierte Fahrzeuge der Baureihe 642 ersetzt, sodass die Kurhessenbahn dann einen fast einheitlichen Fahrzeugpark mit 27 Triebwagen dieser Baureihe besitzt.
Im Jahr 2018 gab die Kurhessenbahn bekannt, das Reststück der Scheldetalbahn zum Fahrplanwechsel 2020/21 wegen einer sanierungsbedürftigen Brücke stilllegen zu wollen. Die umliegenden Kommunen, der Regionale Nahverkehrsverband sowie einige Unternehmen und Holzspediteure setzten sich jedoch für einen Erhalt der Strecke ein und brachten die Möglichkeit für einen „Railport“ (einen Logistikstandort als Schnittstelle zwischen Straße und Schiene) anstelle der bisherigen Holzverladestelle ins Spiel. Die Kurhessenbahn ließ daraufhin den Zugverkehr bis mindestens 2026 sichern und die Brücke erneut prüfen. Daraufhin kündigte man eine Nutzung bis zum Jahr 2050 an. (Für Genaueres siehe Abschnitt „Zukunft“ im Artikel „Scheldetalbahn“.)
Bis 2018 bot die Kurhessenbahn im Juni jeden Jahres zu Eder-Bike-Tour einen Ausflugsverkehr auf der Oberen Edertalbahn zwischen Battenberg (Eder) und Frankenberg (Eder) an mit Fahrradtriebzügen der Baureihe 628 an. Mittlerweile wird auch eine vollständige Reaktivierung dieses rund zehn Kilometer langen Abschnittes für den Personenverkehr in Erwägung gezogen. (Für Genaueres siehe Abschnitt „Zukunft“ im Artikel „Bahnstrecke Bad Berleburg–Allendorf“.)
Seit März 2021 findet auf der Scheldetalbahn wieder vermehrt Holzzugverkehr statt und auf der Oberen Edertalbahn erstmals wieder seit 2017, um der Nachfrage nach Holztransport, wegen Trockenheit und Borkenkäferbefall, zurecht zu werden.

## Zukunft
Der Verkehrsvertrag der Kurhessenbahn für das Nordwesthessennetz endet zum Fahrplanwechsel 2032/33. Mit der neuen Ausschreibung sollen die 2017/18 beschafften Desiro-Dieseltriebwagen (Baureihe 642) auf dem gesamten Netz der Kurhessenbahn durch Batterie- oder Wasserstofftriebzüge ersetzt werden. Die Dieseltriebwagen sollen dann ausgemustert werden.
Zur Entwicklung eines neuen Betriebskonzeptes haben Verkehrsverbünde und Kurhessenbahn eine Machbarkeitsstudie in Auftrag gegeben. Dabei wurden u. a. mögliche Standorte und Investitionskosten für Ladeinfrastruktur oder Wasserstofftankstellen, der veränderte Fahrzeugbedarf durch Tank- oder Ladezeiten, eine Elektrifizierung der Strecken Kassel–Korbach und Korbach–Brilon Stadt als Varianten sowie der Zeitbedarf für Planung, Genehmigung und Bau des neuen Konzeptes untersucht. Man geht von Kosten im hohen Millionenbereich aus.

## Aktueller SPNV-Betrieb
Die Kurhessenbahn bedient derzeit im SPNV folgende Linien:
| Linie      | Verlauf                                                                                 | Takt | Länge  | Fahrzeug | Anmerkung                                                                                   |
| ---------- | --------------------------------------------------------------------------------------- | --- | ------ | -------- | ------------------------------------------------------------------------------------------- |
| RB4        | Kassel-Wilhelmshöhe – Wolfhagen – Volkmarsen – Korbach                                  | 60 min | 74 km  | 642      |                                                                                             |
| RB38       | Kassel Hbf – Wabern – Treysa                                                            | einzelne Züge | 62 km  | 642      | nur während der Hauptverkehrszeiten                                                         |
| RE39, RB39 | Kassel Hbf – Wabern – Bad Wildungen                                                     | 120 min | 51 km  | 642      | bis 2008 Hessische Landesbahn; seit Dezember 2015 mehr durchgehende Fahrten nach Kassel Hbf |
| RE97, RB97 | Marburg (Lahn) – Frankenberg (Eder) – Korbach – Brilon Wald – Brilon Stadt              | bis Frankenberg 60 min, bis Brilon Stadt 120 min                                                                         | 102 km | 642      | 2015 Reaktivierung Frankenberg (Eder)–Korbach                                               |
| RB94       | (Marburg Süd—)Marburg (Lahn) – Biedenkopf – Bad Laasphe – Erndtebrück(— Betzdorf(Sieg)) | vereinzelt bis Marburg Süd bis Bad Laasphe 60 min, bis Erndtebrück120 min Samstags zweimal nach Bad Berleburg und zurück | 64 km  | 642      |                                                                                             |

## Infrastruktur
Folgende Streckenabschnitte wurden von der Kurhessenbahn gepachtet:
| Verlauf                  | Strecke                                    | Linien       | Länge | Anmerkung |
| ------------------------ | ------------------------------------------ | ------------ | ----- | --- |
| Obervellmar – Korbach    | Obervellmar–Volkmarsen, Volkmarsen–Korbach | RB 4, RT 4   | 74 km | |
| Brilon Wald – Sarnau     | Burgwaldbahn, Untere Edertalbahn           | RE 97, RB 97 | 87 km | 2010 Modernisierung, Umstellung auf ESTW und Verlegung von Haltepunkten zwischen Marburg und Frankenberg; 2015 Reaktivierung der Strecke Frankenberg (Eder) – Korbach; zwei Viadukte und Bahnhöfe saniert; Geschwindigkeit zwischen Brilon Wald und Korbach auf 100 km/h angehoben |
| Erndtebrück – Cölbe      | Kreuztal–Cölbe                             | RB 94        | 60 km | 2003, 2009 und 2010 wurden neue Haltepunkte gebaut; 2015 Umbau des Bahnhofs Bad Laasphe |
| Wabern – Bad Wildungen   | Wabern–Bad Wildungen                       | RE 39, RB 39 | 17 km | |
| Frankenberg – Battenberg | Obere Edertalbahn, Ruhr-Eder Bahn          |              | 14 km | nur Güterverkehr (Holztransport) |
| Wallau – Breidenstein    | Scheldetalbahn                             |              | 3 km  | nur Güterverkehr (Holztransport) |